# Natàlia Mas Guix
Natàlia Mas Guix   (Sant Martí de Tous, 30 de novembre de 1979) és una economista catalana que ha ocupat diversos càrrecs de responsabilitat en entitats privades, organismes internacionals i dins de la Generalitat de Catalunya. Va ser la consellera d'Economia i Hisenda entre els anys 2022 i 2024.

## Recorregut professional
Llicenciada en Administració i direcció d'empreses i en Comerç internacional per la Universitat Pompeu Fabra (UPF/ESCI), té un màster en Economia Europea pel Col·legi d'Europa a Bruges, Bèlgica, al qual va accedir mitjançant una beca del Patronat Catalunya-Món. També, amb una beca de la Fundació La Caixa, va fer un màster en Política econòmica a la Universitat de Colúmbia (Estats Units). Ha treballat i estudiat a la Xina, i el 2001 es va graduar en un Postgrau en Llengua i Civilització Xinesa per l'Escola d'Estudis de l'Àsia Oriental (UPF).
Entre els anys 2004 i 2015 va treballar al Banc Central Europeu en diverses posicions. Primer com a economista a les direccions generals d'Economia (divisió d'Afers Exteriors) i d'Estadística (divisió d'Estadístiques Monetàries i Financeres) i, des del 2010, com a experta en Estabilitat Financera a la direcció general de Política Macroprudencial i Estabilitat Financera. L'any 2009, en excedència del BCE, va treballar com a consultora del Banc Mundial, a la Unitat d'Assessorament per a la captació d'inversió estrangera (International Finance Corporation).
L'any 2015 va ocupar la direcció d'Entorn Financer dins la Direcció de Macroeconomia i Entorn Financer del Banc Sabadell.
Durant l'XI legislatura va ser directora d'Anàlisi Econòmica de la Generalitat de Catalunya al departament de la Vicepresidència i d'Economia i Hisenda. El juny del 2018, en la següent legislatura, va ser nomenada secretària d'Acció Exterior i de la Unió Europea al departament d'Acció Exterior, Relacions Institucionals i Transparència, i el 5 de febrer del 2019 va tornar al departament de Pere Aragonès com a secretària de Finances Públiques, posició que vint dies més tard va passar a denominar-se Secretaria d'Economia. El febrer del 2020 va ser qui va representar Catalunya en la trobada del Consell de Política Fiscal i Financera, convocat a Madrid per la ministra d'Hisenda, María Jesús Montero, substituint al conseller qui, com ja havia fet en anteriors ocasions, havia declinat participar-hi. Va ser consellera d'Economia de la Generalitat de Catalunya de 2022 a 2024 i el 2025 va tornar al sector privat com a membre del consell d'administració de l'empresa La Farga Yourcoppersolutions.